# Budynek hotelu pracowniczego nr 1 PKP
Budynek hotelu pracowniczego nr 1 PKP – budynek położony we Wrocławiu przy ul. Rejtana 11.

## Historia
W budynku, przy ówczesnej Ernstrasse 11, mieścił się Hotel Hauptbahnhof (pol. Hotel Dworzec Główny). Po 1945 funkcjonował pod nazwą Hotelu Dworcowego, następnie pełnił funkcję Hotelu Pracowniczego PKP nr 1. Budynek został wpisany do rejestru zabytków. Po modernizacji wszedł w skład kompleksu siedziby miejscowych agend spółki PKN Orlen S.A. W skład kompleksu wchodzi też wielopoziomowy garaż.